# 10098 Jaymiematthews
A 10098 Jaymiematthews a Naprendszer kisbolygóövében található aszteroida. Robert H. McNaught fedezte fel 1991. szeptember 30-án.

## Kapcsolódó szócikk
- Kisbolygók listája (10001–10500)